# Cytisus arboreus
Cytisus arboreus là một loài thực vật có hoa trong họ Đậu. Loài này được (Desf.) DC. miêu tả khoa học đầu tiên.

## Hình ảnh

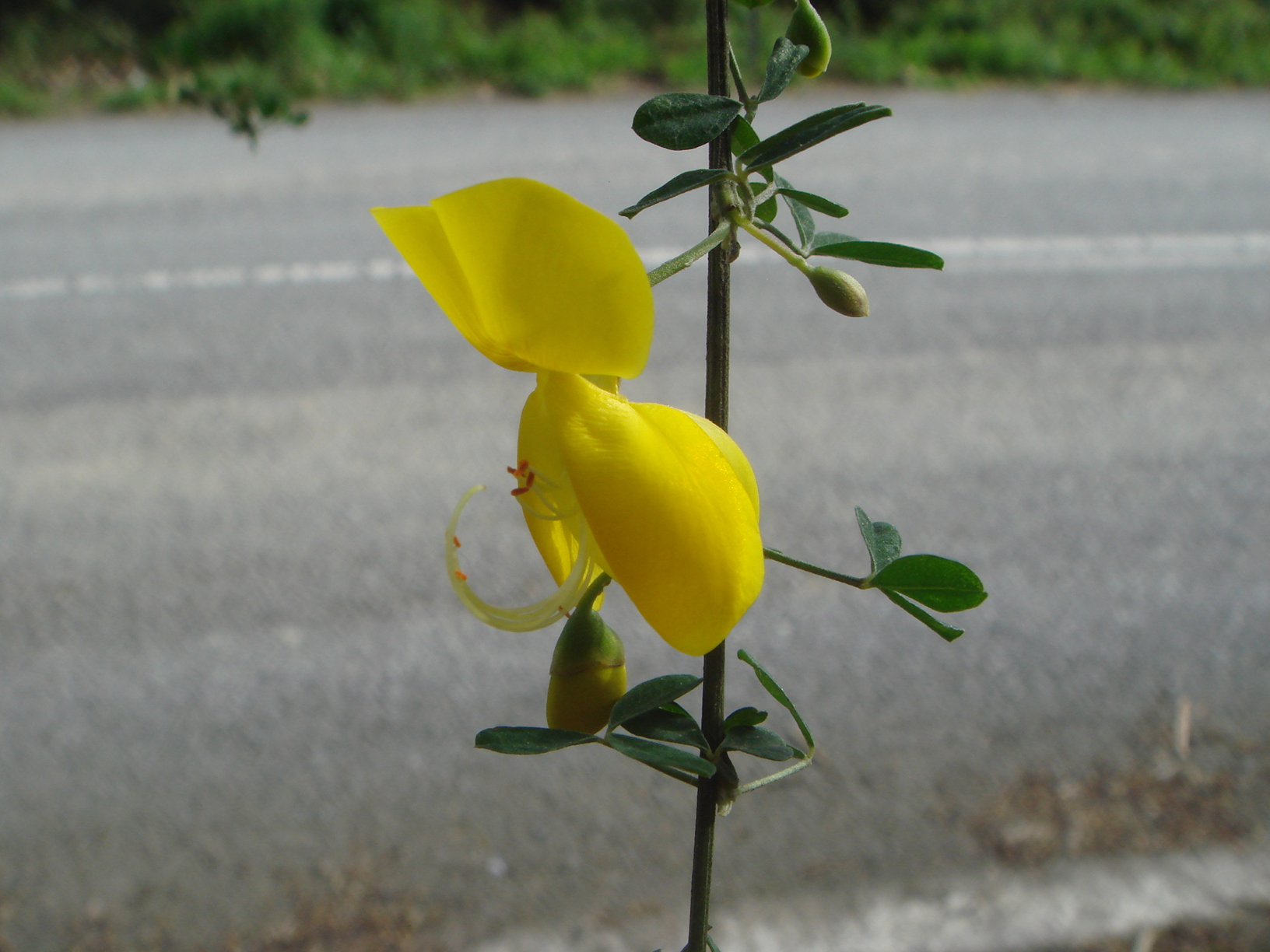
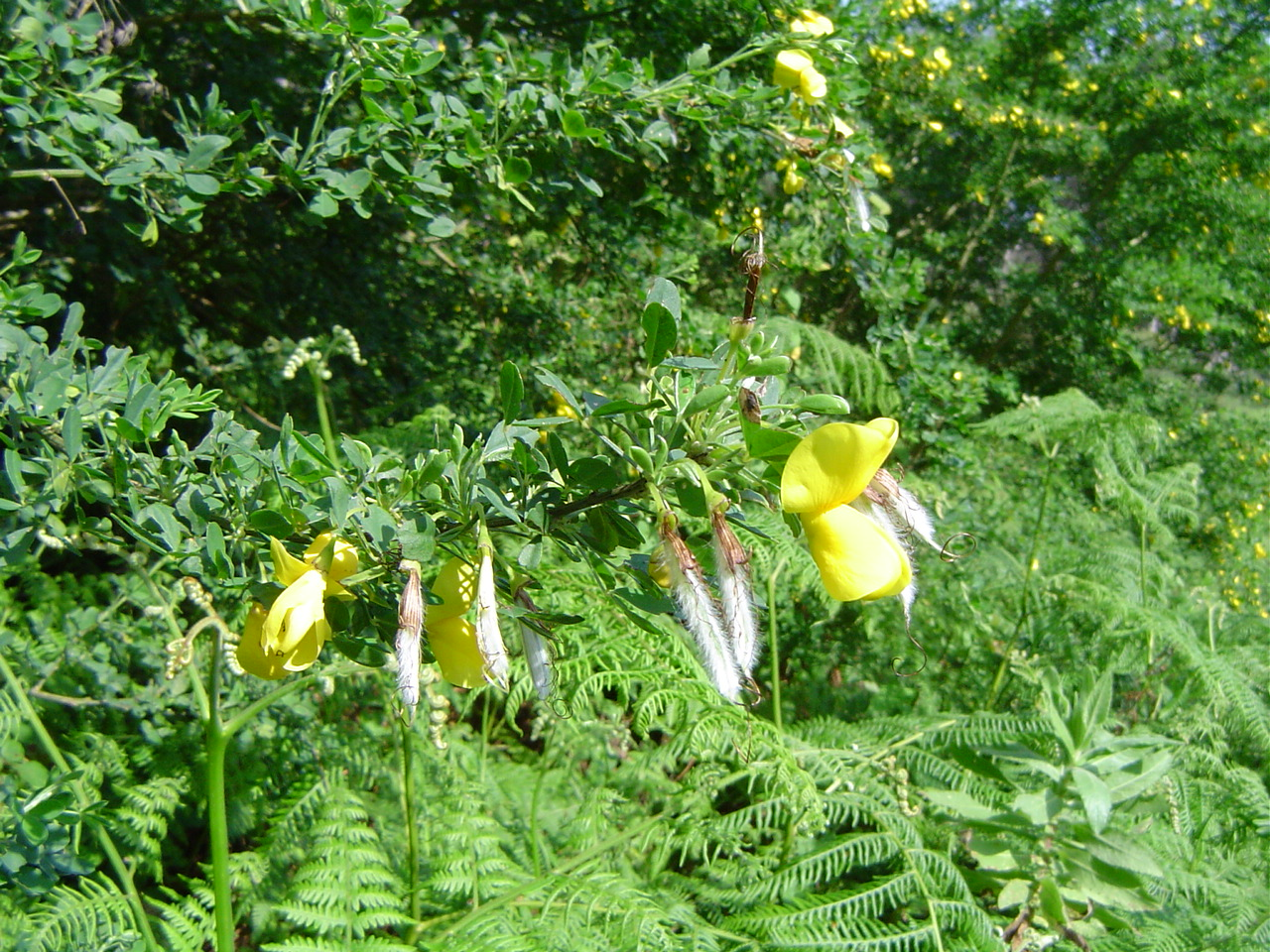
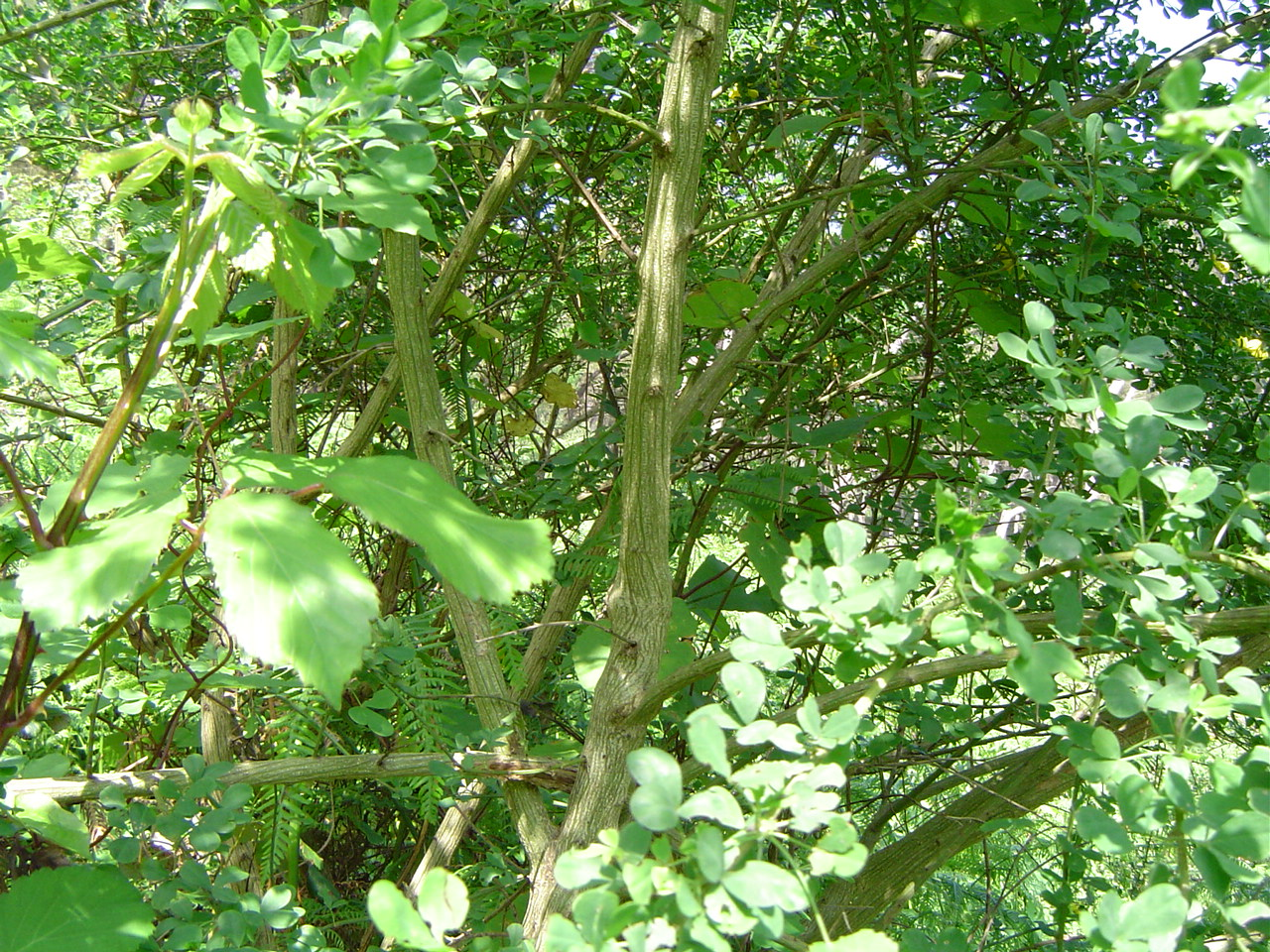
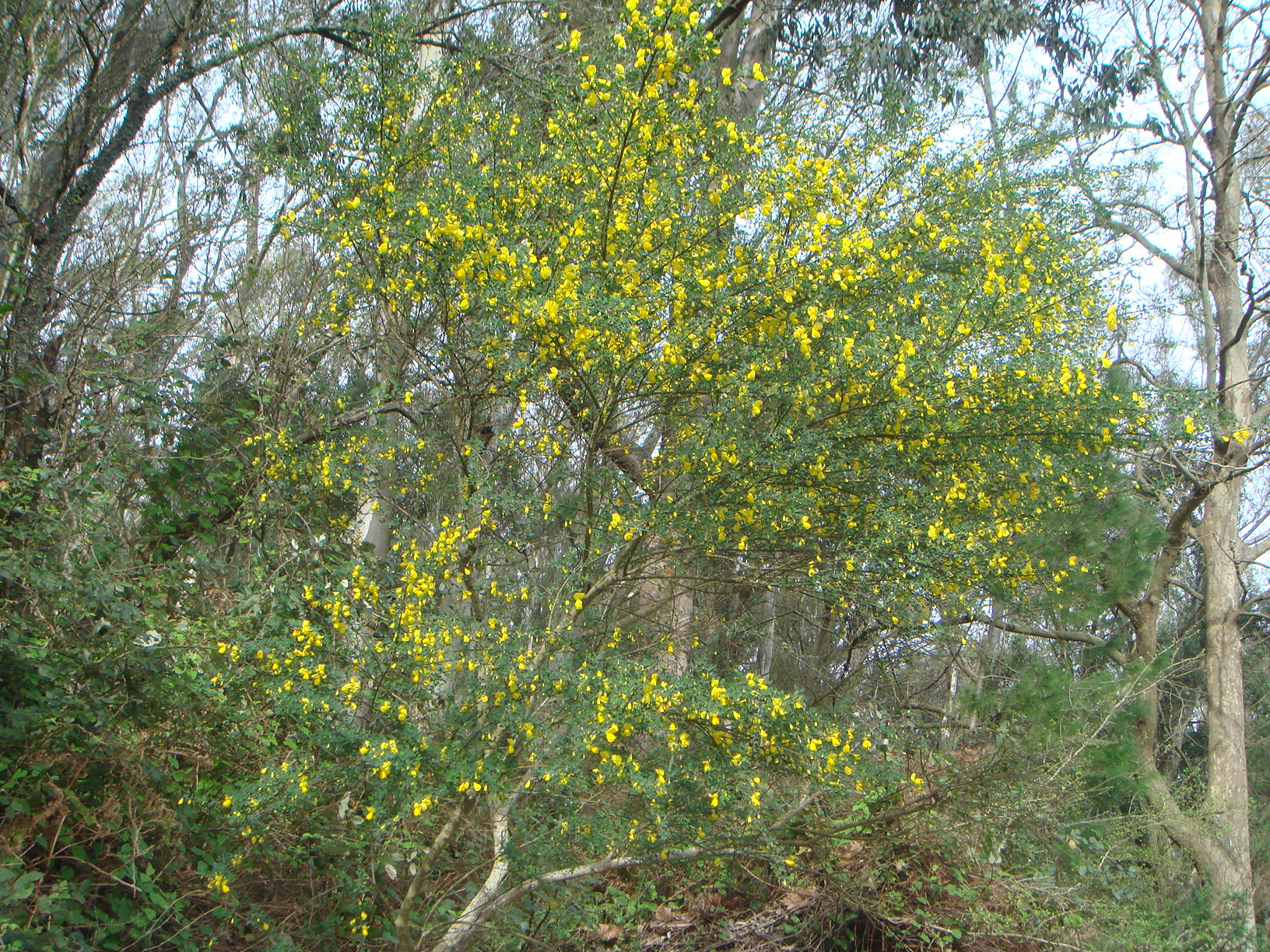